# Mediorhynchus tenuis
Espèce
Mediorhynchus tenuis est une espèce d'acanthocéphales de la famille des Gigantorhynchidae. C'est un parasite digestif d'oiseaux en Égypte.